# Dactylo se marie
Dactylo se marie è un film del 1934 diretto da Joe May e René Pujol; è il seguito del precedente Dactylo di Wilhelm Thiele, girato nel 1931 che aveva, nei ruoli principali, gli stessi interpreti.

## Produzione
Il film fu prodotto dalla Les Productions Milo Film

## Distribuzione
Uscì in Francia il 18 maggio 1934. Distribuito sui mercati internazionali, uscì in Portogallo il 19 febbraio 1935 con il titolo O Casamento do Sr. Director. In Grecia venne usato il titolo I daktylografos pantrevetai.